# Jeff Williams (Apple)
Jeff Williams (ur. ok. 1963) –  dyrektor operacyjny Apple pod kierownictwem CEO Tima Cooka; stanowisko zajmuje od grudnia 2015 roku.

## Biografia
Williams dołączył do Apple w 1998 r. jako szef działu zakupów, a w 2004 został mianowany wiceprezesem ds. operacji. W 2007 roku odegrał znaczącą rolę w wejściu Apple na rynek telefonów komórkowych wraz z wprowadzeniem na rynek iPhone'a. Od tego czasu kieruje ogólnoświatową działalnością operacyjną w zakresie iPoda i iPhone'a. Przed rozpoczęciem pracy w Apple, Williams pracował w IBM w latach 1985-1998 na wielu stanowiskach operacyjnych i inżynierskich. Uzyskał tytuł licencjata inżynierii mechanicznej na Uniwersytecie Stanu Karoliny Północnej oraz tytuł MBA na Duke University. Williams uczęszczał do Jesse O. Sanderson High School w Raleigh w Karolinie Północnej.
Na stanowisko COO awansował 17 grudnia 2015.
27 czerwca 2019 r., wraz z ogłoszeniem, że Jony Ive opuszcza Apple, aby utworzyć niezależną firmę projektową z Apple jako klientem, wskazano, że liderzy zespołów projektowych Evans Hankey, wiceprezes ds. wzornictwa przemysłowego, i Alan Dye, wiceprezes ds. projektowania interfejsów ludzkich, będą podlegać Jeffowi Williamsowi.